# Niilismo mereológico
Em filosofia, o niilismo mereológico (também chamado de niilismo composicional) é a tese metafísica de que não existem objetos com partes próprias. De forma equivalente, o niilismo mereológico afirma que os simples mereológicos, ou seja, objetos sem nenhuma parte própria, são os únicos objetos materiais que existem. O niilismo mereológico é distinto do niilismo comum na medida em que o niilismo comum geralmente se concentra na não existência de pressupostos metafísicos comuns, como verdades éticas e significado objetivo, em vez da não existência de objetos compostos.

## Explicação
Nossa experiência perceptual cotidiana sugere que estamos cercados por objetos macrofísicos que têm outros objetos menores como suas partes próprias. Por exemplo, parecem existir objetos como mesas, que aparentam ser compostos de vários outros objetos, como as pernas da mesa, uma superfície plana e talvez os pregos ou parafusos que seguram essas peças juntas. Esses últimos objetos, por sua vez, parecem ser compostos por objetos ainda menores. E assim por diante. Na verdade, todos os objetos materiais supostos que nossas faculdades perceptuais são capazes de representar parecem ser compostos de partes menores.
Os niilistas mereológicos afirmam que não existem objetos materiais compostos. De acordo com o niilismo mereológico, existem apenas simples físicos fundamentais dispostos em diversos padrões espaciais. Por exemplo, o niilista mereológico afirma que, apesar das aparências em contrário, na realidade não existem mesas. Existem apenas simples físicos fundamentais dispostos espacialmente e inter-relacionados causalmente de tal forma que conjuntamente causam faculdades perceptuais como as nossas a ter experiências perceptuais semelhantes às de mesas. Os niilistas frequentemente abreviam afirmações como esta da seguinte maneira: existem simples físicos fundamentais dispostos de maneira semelhante a uma mesa.
Parece que isso se desdobra em uma teoria do erro. Se não existem objetos compostos, como podemos dar sentido ao nosso entendimento ordinário da realidade que aceita a existência de objetos compostos? Estamos todos enganados? Ted Sider argumentou em um artigo de 2013 que devemos pensar na composição como arranjo. De acordo com Sider, quando dizemos "há uma mesa", queremos dizer que existem simples mereológicos dispostos de maneira semelhante a uma mesa.

## Discussão
O niilismo mereológico implica na negação do que é chamado de mereologia clássica, que é sucintamente definida pelo filósofo Achille Varzi:
Mereologia (do grego μερος, 'parte') é a teoria das relações de parte para todo e das relações de parte para parte dentro de um todo. Suas raízes podem ser rastreadas até os primeiros dias da filosofia, começando com os atomistas pré-socráticos e continuando ao longo dos escritos de Platão (especialmente o Parmênides e o Teeteto), Aristóteles (especialmente a Metafísica, mas também a Física, os Tópicos e De Partibus Animalium), e Boécio (especialmente In Ciceronis Topica).
Como pode ser visto a partir do trecho de Varzi, a mereologia clássica depende da ideia de que existem relações metafísicas que conectam parte(s) ao todo. Os niilistas mereológicos mantêm que tais relações entre parte e todo não existem.
Os niilistas geralmente afirmam que nossos sentidos nos dão a (falsa) impressão de que existem objetos materiais compostos e, em seguida, tentam explicar por que, mesmo assim, nosso pensamento e fala sobre tais objetos estão 'suficientemente próximos' da verdade para serem inócuos e razoáveis na maioria dos contextos de conversa. A revisão linguística de Sider, que reformula a existência de objetos compostos como meramente a existência de arranjos de simples mereológicos, é um exemplo disso. Tallant (2013) argumentou contra essa manobra. Tallant argumentou que o niilismo mereológico está comprometido em responder à seguinte pergunta: quando é que um grupo de simples mereológicos está arranjado de uma maneira particular? Que relações devem ser mantidas entre um grupo de simples mereológicos para que eles estejam arranjados de maneira semelhante a uma mesa? Parece que o niilista pode determinar quando um grupo de objetos compõe outro objeto: para eles, nunca. Mas o niilista, se estiver comprometido com a visão de Sider, está comprometido em responder como simples mereológicos podem ser arranjados de maneiras particulares.

### Objeções
A objeção que pode ser levantada contra o niilismo é que ele parece postular a existência de muito menos objetos do que normalmente pensamos existir. A ontologia do niilista tem sido criticada por ser muito esparça, pois inclui apenas simples mereológicos e nega a existência de objetos compostos que intuitivamente aceitamos existir, como mesas, planetas e animais. Outro desafio que os niilistas enfrentam surge quando a composição é examinada no contexto da física contemporânea. De acordo com descobertas na física quântica, existem múltiplos tipos de decomposição em diferentes contextos físicos. Por exemplo, não há uma única decomposição da luz; a luz pode ser considerada composta por partículas ou ondas, dependendo do contexto. Essa perspectiva empírica apresenta um problema para o niilismo, pois não parece que todos os objetos materiais se decomponham perfeitamente em simples mereológicos. Além disso, alguns filósofos especularam que pode não haver um "nível mais baixo" de realidade. Os átomos costumavam ser entendidos como os objetos materiais mais fundamentais, mas depois foram descobertos como compostos de partículas subatômicas e quarks. É então possível que as entidades mais fundamentais da física atual possam ser decompostas ainda mais do que o que atualmente é considerado sua forma básica, e suas partes podem ser decompostas ainda mais. Se a matéria é infinitamente decomponível nesse aspecto, então simples mereológicos não existem como uma entidade absoluta. Isso apresenta um conflito com uma suposição inicial dentro do Niilismo Mereológico, de acordo com a crença de que apenas simples mereológicos existem.